# Kippachse
Kippachse heißt die horizontale Achse eines Theodolits oder Universalinstruments, um die sich das Zielfernrohr beim vertikalen Kippen (Änderung des Höhenwinkels) dreht. 
Sie ist auf den zwei Stützen der Alhidade gelagert und mit dem Vertikalkreis fest verbunden. Wenn sie nicht im rechten Winkel auf der Stehachse des Theodolit-Unterbaues steht, spricht man von einem Kippachsenfehler. Er beträgt bei modernen Theodoliten nur wenige Bogensekunden, was aber bei Steilvisuren trotzdem noch die Genauigkeit beeinträchtigen kann. Man kann ihn messtechnisch durch Beobachtung jedes Zielpunkts in zwei Fernrohrlagen und Mittelwertbildung der Richtungs-Messwerte eliminieren.

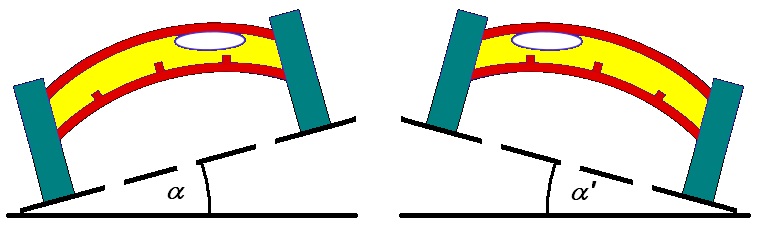
Neigungsmessung der Kippachse eines astronomischen Universals mit einer Reiterlibelle (stark überhöht). Bei 180°-Drehung oder Durchschlagen des Instruments spielt die Libelle wieder an fast derselben Stelle ein (α' ~ α). Die Neigung ist an der Skala ablesbar und wird beim Horizontieren mit den Fußschrauben weggestellt.

Auch eine nachträgliche Reduktion der gemessenen Richtungen ist möglich, wenn eine Reiterlibelle verwendet wird. Wenn diese in beiden Kreislagen abgelesen wird, entfällt auch der Resteinfluss des Stehachsfehlers. Die letztgenannte Methode ist bei Messgenauigkeiten über 1″ üblich, also vor allem in der Astrogeodäsie und Astrometrie.
Bei großen Universalinstrumenten wie dem Wild T4 und bei Passageninstrumenten sind auch Hängelibellen in Gebrauch, die direkt an zwei blankliegende Stellen der Kippachse gehängt werden. Man spricht dann von Kippachsneigung bzw. von der Neigungskorrektion.